# Coupe de la Ligue de hockey sur glace 2009-2010
Navigation
Coupe de la Ligue 2009 Coupe de la Ligue 2011
La Coupe de la Ligue de hockey sur glace 2009-2010 est la quatrième édition de cette compétition française. Elle a été remportée par les Dragons de Rouen. Elle a débute le 15 septembre 2009. Elle compte seize équipes, quatorze de Ligue Magnus et deux de Division 1, Avignon et Caen. La première phase de la compétition comprend 4 poules géographiques de quatre équipes. Ces équipes se rencontrent entre elles en match aller-retour. À l'issue de cette phase, les deux premiers de chaque poule se qualifient pour les quarts de finale à partir du 11 novembre 2008. Les matchs en élimination directe se déroulent en matchs aller-retour hormis la finale qui se joue sur un match unique.

## Matchs de poule

### Poule A
| Équipe                      | PJ | V | VP | DP | P | BP | BC | PTS |
| --------------------------- | -- | - | -- | -- | - | -- | -- | --- |
| Ducs d'Angers               | 6  | 5 | 0  | 0  | 1 | 28 | 15 | 10  |
| Dragons de Rouen            | 6  | 4 | 0  | 1  | 1 | 36 | 20 | 9   |
| Drakkars de Caen            | 6  | 1 | 1  | 0  | 4 | 19 | 25 | 4   |
| Bisons de Neuilly-sur-Marne | 6  | 1 | 0  | 0  | 5 | 14 | 37 | 2   |

### Poule B
| Équipe                     | PJ | V | VP | DP | P | BP | BC | PTS |
| -------------------------- | -- | - | -- | -- | - | -- | -- | --- |
| Gothiques d'Amiens         | 6  | 3 | 2  | 0  | 1 | 33 | 22 | 10  |
| Étoile Noire de Strasbourg | 6  | 2 | 1  | 1  | 2 | 24 | 25 | 7   |
| Dauphins d'Épinal          | 6  | 3 | 0  | 0  | 3 | 24 | 26 | 6   |
| Ducs de Dijon              | 6  | 1 | 0  | 2  | 3 | 20 | 28 | 4   |

### Poule C
| Équipe                        | PJ | V | VP | DP | P | BP | BC | PTS |
| ----------------------------- | -- | - | -- | -- | - | -- | -- | --- |
| Brûleurs de loups de Grenoble | 6  | 5 | 1  | 0  | 0 | 43 | 13 | 12  |
| Chamois de Chamonix           | 6  | 3 | 0  | 0  | 3 | 22 | 25 | 6   |
| Pingouins de Morzine-Avoriaz  | 6  | 2 | 0  | 2  | 2 | 20 | 23 | 6   |
| Avalanche du Mont-Blanc       | 6  | 0 | 1  | 0  | 5 | 8  | 32 | 2   |

### Poule D
| Équipe                     | PJ | V | VP | DP | P | BP | BC | PTS |
| -------------------------- | -- | - | -- | -- | - | -- | -- | --- |
| Diables Rouges de Briançon | 6  | 6 | 0  | 0  | 0 | 30 | 11 | 12  |
| Rapaces de Gap             | 6  | 4 | 0  | 0  | 2 | 30 | 22 | 8   |
| Ours de Villard-de-Lans    | 6  | 2 | 0  | 0  | 4 | 20 | 23 | 4   |
| Castors d'Avignon          | 6  | 0 | 0  | 0  | 6 | 15 | 39 | 0   |

## Séries éliminatoires
Le premier nombre représente le score cumulé sur l'ensemble des deux rencontres. Entre parenthèses, les scores des matchs aller puis retour sont mentionnés.
|  | Quarts de finale              | Quarts de finale              |                               |          | Demi-finales | Demi-finales |  |  | Finale | Finale |
|  | Quarts de finale              | Quarts de finale              |                               |          | Demi-finales | Demi-finales |  |  | Finale | Finale |
|  |                               |                               |                               |          |              |              |  |  |        |        |
|  |                               |                               |                               |          |              |              |  |  |        |        |
|  |                               |                               |                               |          |              |              |  |  |        |        |
|  | Ducs d'Angers                 | 11 (5+6)                      |                               |          |              |              |  |  |        |        |
|  | Ducs d'Angers                 | 11 (5+6)                      |                               |          |              |              |  |  |        |        |
|  | Étoile Noire de Strasbourg    | 4 (0+4)                       |                               |          |              |              |  |  |        |        |
|  | Étoile Noire de Strasbourg    | 4 (0+4)                       | Ducs d'Angers                 | 10 (8+2) |              |              |  |  |        |        |
|  |                               |                               | Ducs d'Angers                 | 10 (8+2) |              |              |  |  |        |        |
|  |                               | Brûleurs de loups de Grenoble | 11 (4+7)                      |          |              |              |  |  |        |        |
|  | Brûleurs de loups de Grenoble | Brûleurs de loups de Grenoble | 11 (4+7)                      | 6 (3+3)  |              |              |  |  |        |        |
|  | Brûleurs de loups de Grenoble |                               |                               | 6 (3+3)  |              |              |  |  |        |        |
|  | Rapaces de Gap                | 1 (1+0)                       |                               |          |              |              |  |  |        |        |
|  | Rapaces de Gap                | 1 (1+0)                       | Brûleurs de loups de Grenoble | 4        |              |              |  |  |        |        |
|  |                               |                               | Brûleurs de loups de Grenoble | 4        |              |              |  |  |        |        |
|  |                               | Dragons de Rouen              | 6                             |          |              |              |  |  |        |        |
|  | Gothiques d'Amiens            | Dragons de Rouen              | 6                             | 5 (3+2)  |              |              |  |  |        |        |
|  | Gothiques d'Amiens            |                               |                               | 5 (3+2)  |              |              |  |  |        |        |
|  | Dragons de Rouen              | 14 (10+4)                     |                               |          |              |              |  |  |        |        |
|  | Dragons de Rouen              | 14 (10+4)                     | Dragons de Rouen              | 6 (3+3)  |              |              |  |  |        |        |
|  |                               |                               | Dragons de Rouen              | 6 (3+3)  |              |              |  |  |        |        |
|  |                               | Diables Rouges de Briançon    | 3 (2+1)                       |          |              |              |  |  |        |        |
|  | Diables Rouges de Briançon    | Diables Rouges de Briançon    | 3 (2+1)                       | 8 (5+3)  |              |              |  |  |        |        |
|  | Diables Rouges de Briançon    |                               |                               | 8 (5+3)  |              |              |  |  |        |        |
|  | Chamois de Chamonix           | 5 (4+1)                       |                               |          |              |              |  |  |        |        |
|  | Chamois de Chamonix           | 5 (4+1)                       |                               |          |              |              |  |  |        |        |

## La finale
La finale se déroule le mercredi 30 décembre 2009 (20 heures) à Méribel. Les Dragons de Rouen battent les Brûleurs de loups de Grenoble 6-4.